# Gomphrena
- Commons
- Wikispecies

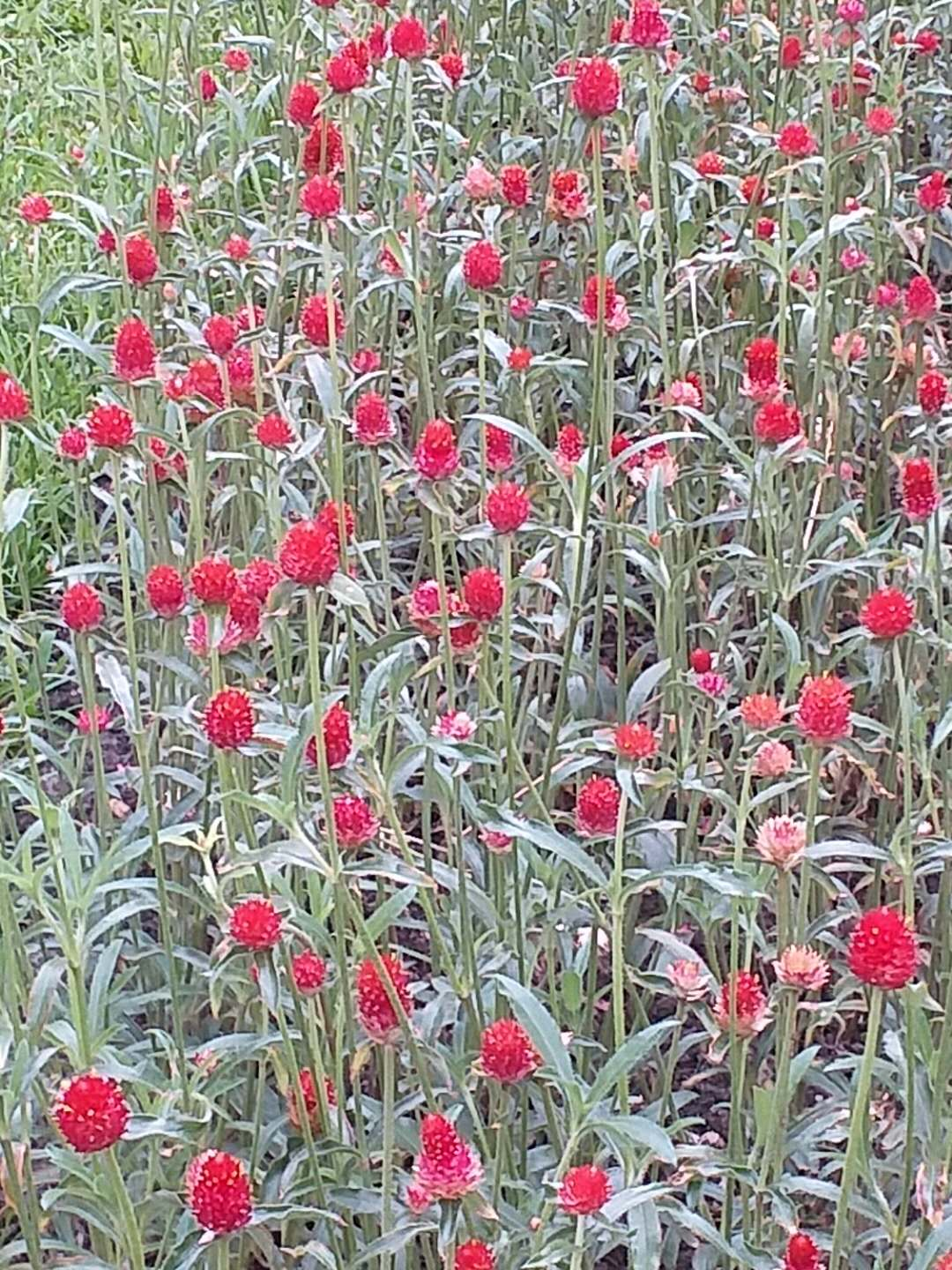
Gomphrena haageana Klotzsch, National Museum of Natural Science, Taichung, Taiwan.

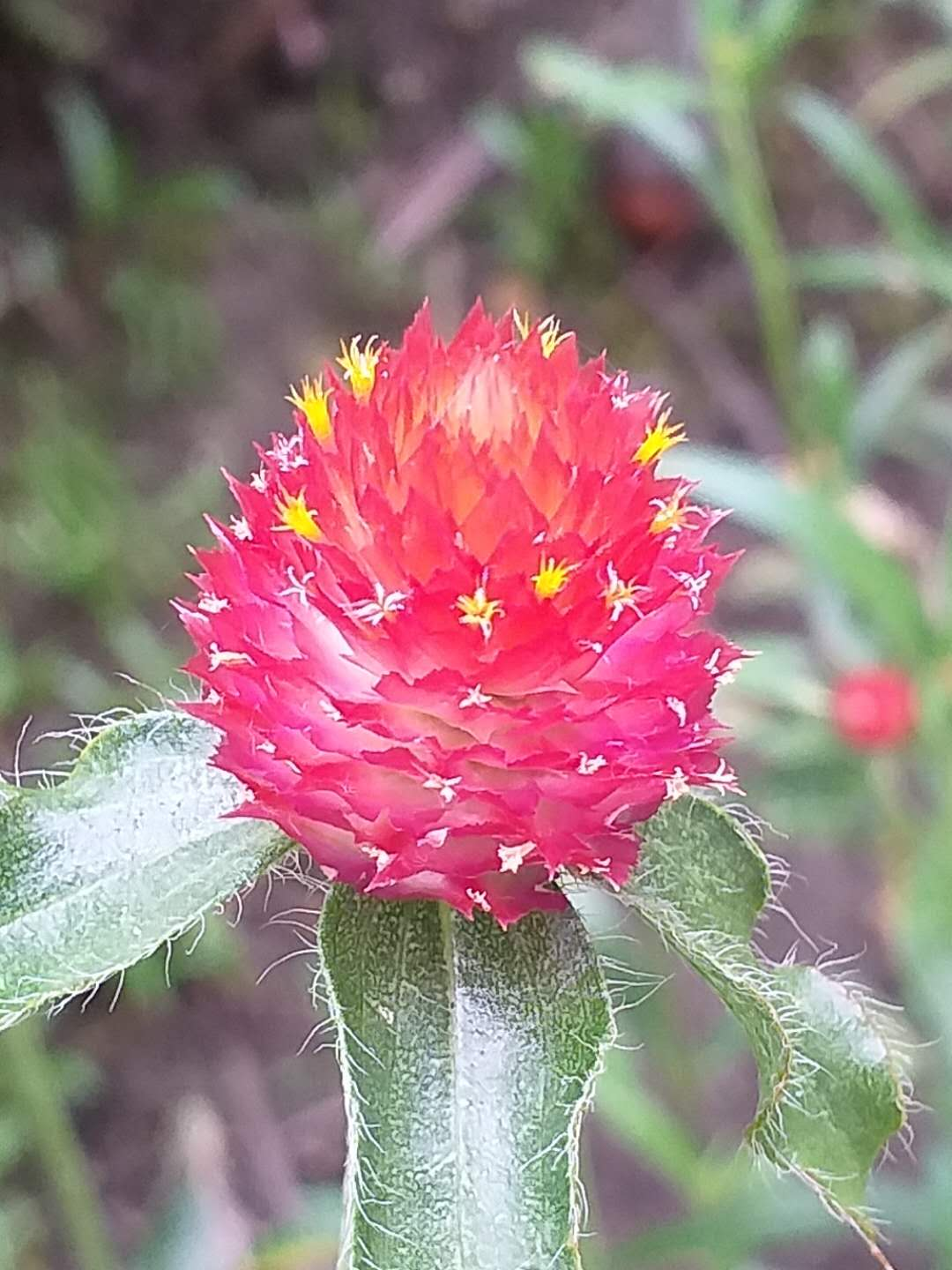
Gomphrena haageana Klotzsch

Gomphrena L. é um género botânico pertencente à família Amaranthaceae.

## Sinonímia
- Bragantia Vand.
- Philoxerus R. Br.

## Espécies
- Gomphrena arborescens
- Gomphrena globosa
- Gomphrena haageana
- Gomphrena perennis
- Lista completa

A Gomphrena arborescens L.f. é uma herbácea ou subarbustiva da família Amaranthaceae, de ocorrência na região meridional da Serra do Espinhaço. O período de floração ocorre durante o princípio de novembro e permanece até meados de março, com algumas exceções. Segundo LORENZI & MATOS (2002) a planta apresenta as seguintes sinonímias botânicas: Gomphrena officinalis Mart., Bragantia vandell Roem & Schult, Xeraea arborescens (L. f.) O. Kuntze, Gomphrena fruticosa L. ex Jackson. Vários autores relatam propriedades medicinais de partes da planta. Segundo SALLES et al., (1997), o xilopódio da planta é usado como febrífugo e tônico.

## Classificação do gênero
| Sistema | Classificação                    | Referência               |
| ------- | -------------------------------- | ------------------------ |
| Linné   | Classe Pentandria, ordem Digynia | Species plantarum (1753) |